# غوردون سيتون
غوردون سيتون (بالإنجليزية: Gordon Seaton)‏ هو لاعب كرة قدم بريطاني في مركز الوسط، ولد في 1 سبتمبر 1945 في ويك ‏ في المملكة المتحدة. لعب مع بيرويك راينجرز ونادي تشستر سيتي ونادي رانكورن هالتون ونادي ريل ونادي هيبرنيان.